# Cabelo de anjo

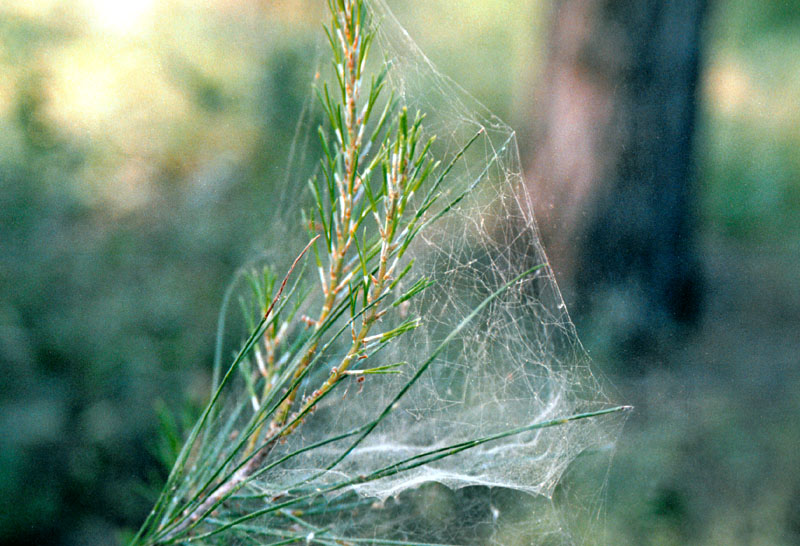
Uma teia de aranha, uma das possíveis causas do fenômeno do cabelo de anjo.

Cabelo de anjo ou algodão silicioso ou fibralvina é uma substância pegajosa e fibrosa relatada em conexão com avistamentos de OVNIs ou manifestações da Virgem Maria.  Tem sido descrito como semelhante a teia de aranha ou geleia, e levemente radioativa. 
Possui esse nome pela sua semelhança com cabelos finos, ou teias de aranha, e, em alguns casos a substância encontrada é, na verdade, fio de redes de aranhas migratórias. Os relatos de cabelos de anjo afirmam que ele se desintegra ou evapora dentro de um curto espaço de tempo após sua formação.  O cabelo de anjo é um aspecto importante da religião ufológica Raelianismo,  e uma teoria entre vários ufólogos é que ele é criado a partir do "ar ionizado que se destaca de um  campo eletromagnético" que envolveria um OVNI.

## Avistamentos
Existem muitos relatos de quedas de "cabelos de anjos" em todo o mundo. Os cabelos de anjos foram reportados durante  e após as aparições da entidade de Fátima a 13 de Setembro de 1917, 13 de Maio de 1918, 13 de Maio de 1923, 13 de Maio de 1924 e 17 de Outubro de 1957.
Em Oloron, França, em 1952, os habitantes da cidade observavam um OVNI em forma de charuto, quando subitamente uma pluma de fumo branco escapou de uma das suas extremidades. Esse material caiu lentamente do céu, e quando as testemunhas tentaram recolhê-lo, este tornou-se gelatinoso e desapareceu. 
Em 27 de Outubro de 1954, Gennaro Lucetti e Pietro Lastrucci relataram estar na varanda de um hotel na Praça de S. Marcos em Veneza e ver dois objetos brilhantes, em forma de fuso, voando através do céu e deixando um rasto de cabelos de anjo. Nessa mesma tarde, um jogo de futebol decorria no Estádio Artemio Franchi, em Florença, quando dois OVNIs que viajavam a alta velocidade pararam abruptamente sobre o estádio. Cerca de dez mil espectadores testemunharam o evento e descreveram os OVNIs como tendo forma de charuto. Foi testemunhada também a queda dos chamados "cabelos de anjo". Um estudante conseguiu recolher alguns fios, que foram analisados pelo professor Danilo Cozzi, do Instituto de Análises Químicas da Universidade de Florença. Este concluiu que a substância era um material fibroso,  altamente resistente à tensão e à torção. Uma vez sujeito à acção do calor, o material escurecia e evaporava, deixando sedimentos transparentes. O sedimento continha boro, silício e magnésio. 

Na cidade portuguesa de Évora, a 2 de Novembro de 1959, uma substância descrita como cabelo de anjo foi recolhida e analisada ao microscópio por um director de uma escola local e mais tarde por técnicos e cientistas das forças armadas da Universidade de Lisboa. Os cientistas concluíram que a substância era produzida por "um pequeno insecto de uma espécie desconhecida ou talvez algum tipo de organismo unicelular".